# Tibor
Tibor ist als ungarische, tschechische, jugoslawische und slowakische Form von Tiburtius ein männlicher Vorname.

## Namensträger

### Vorname
- Tibor Benedek (1972–2020), ungarischer Wasserballspieler und -trainer
- Tibor Berta (* 1966), ungarischer römisch-katholischer Geistlicher und Militärbischof von Ungarn
- Tibor Brouwer (* 1985), deutscher Opernsänger (Bariton)
- Tibor Csernai (1938–2012), ungarischer Fußballspieler
- Tibor Csernus (* 1965), ungarischer Maler
- Tibor Csuhaj-Barna (* 1964), ungarischer Jazzmusiker (Kontrabass, Komposition)
- Tibor Debreceni (1946–2023), ungarischer Radrennfahrer
- Tibor Déry (1894–1977), ungarischer Schriftsteller
- Tibor Eckhardt (1888–1972), ungarischer Politiker
- Tibor Ehlers (1917–2001), deutscher Schullehrer und Musikinstrumentenbauer karpatendeutscher Herkunft
- Tibor Erdey-Grúz (1902–1976), ungarischer Physikochemiker und Politiker
- Tibor Filo (* 1984), slowakischer Volleyballspieler
- Tibor Foco (* 1956), österreichischer Zuhälter
- Tibor Fogarasi (* 1969), ungarischer Schach-Großmeister
- Tibor Frank (1948–2022), ungarischer Historiker
- Tibor Frešo (1918–1987), slowakischer Komponist und Dirigent
- Tibor Galambos (* 1991), ungarischer Leichtathlet
- Tibor Gallai (1912–1992), ungarischer Mathematiker
- Tibor Gécsek (* 1964), ungarischer Leichtathlet
- Tibor Gergely (1900–1978), ungarisch-amerikanischer Buchillustrator von Kinderbüchern
- Tibor von Halmay (1894–1944), ungarischer Schauspieler
- Tibor Harangozo (1922–1978), jugoslawischer Tischtennisspieler und -trainer
- Tibor Harsanyi (1898–1954), französischer Komponist, Dirigent und Pianist ungarischer Herkunft
- Tibor Házi (1912–1999), ungarischer Tischtennisspieler
- Tibor Ivanišević (* 1990), serbischer Handballtorwart
- Tibor Jančula (* 1969), slowakischer Fußballspieler
- Tibor Kalman (1949–1999), in den Vereinigten Staaten tätiger ungarischer Grafikdesigner
- Tibor Kasics (1904–1986), Schweizer Pianist, Komponist und Dirigent ungarischer Herkunft
- Tibor Kemény (1913–1992), ungarischer Fußballspieler und -trainer
- Tibor Klampár (* 1953), ungarischer Tischtennisspieler
- Tibor Klaniczay (1923–1992), ungarischer Literaturwissenschaftler
- Tibor Kneif (1932–2016), deutsch-ungarischer Jurist und Musikwissenschaftler
- Tibor Komáromi (* 1964), ungarischer Ringer
- Tibor Kovács (1940–2013), ungarischer Archäologe
- Tibor Lendvai (1940–2023), ungarischer Radrennfahrer
- Tibor Lőrincz (* 1938), ungarischer Fußballspieler
- Tibor Meingast (* 1959), deutscher Journalist
- Tibor Nagy (1910–1995), ungarischer Althistoriker und Archäologe
- Tibor Nemeth (* 1961), österreichischer Komponist
- Tibor Nyilasi (* 1955), ungarischer Fußballspieler
- Tibor Pézsa (1935), ungarischer Säbel-Fechter
- Tibor Pető (* 1980), ungarischer Ruderer
- Tibor Pleiß (* 1989), deutscher Basketballspieler
- Tibor Radó (1895–1965), ungarischer Mathematiker
- Tibor Schön (1911–1984), israelischer Architekt ungarischer Herkunft
- Tibor Scitovsky  (1910–2002), US-amerikanischer Wirtschaftswissenschaftler ungarischer Herkunft
- Tibor Sekelj (1912–1988), Entdecker, Esperantist, Autor und Jurist
- Tibor Selymes (* 1970), rumänischer Fußballspieler, -funktionär und -trainer ungarischer Herkunft
- Tibor Simanyi (1924–2008), ungarischer Historiker und Autor
- Tibor Szamuely (1890–1919), ungarischer Journalist und Politiker
- Tibor Szász (1948–2025), ungarisch-rumänischer Pianist, Musikwissenschaftler und Musikpädagoge
- Tibor Szemenyey-Nagy (* 1953), ungarischer Bildhauer
- Tibor Takács (* 1954), ungarischer Filmregisseur
- Tibor Taraš (* 1997), deutscher Basketballspieler
- Tibor Varga (1921–2003), ungarischer Violinist, Violinpädagoge und Dirigent
- Tibor Weiner (1906–1965), ungarischer Architekt und Stadtplaner
- Tibor Weißenborn (* 1981), deutscher Hockeyspieler
- Tibor Yost (1896–1968), ungarischer Drehbuchautor
- Tibor Zenker (* 1976), österreichischer Autor und Politikwissenschaftler

### Familienname
- Nir Tibor (* 1993), israelischer Musiker, siehe Dennis Lloyd (Musiker)
- Lajos Tibor (1883–1950), ungarischer Fußballtrainer und -funktionär

### Kunstfigur
- Tibor (Comic), Comicfigur von Hansrudi Wäscher